# Ojo de Agua
Ojo de Agua er en by i delstaten Edomex i Mexico. Byen er beliggende i kommunen Tecámac, og indbyggertallet fra 2005 var på 161 820. Ojo de Agua indgår i storbyområdet ZMCM.
19°40′49″N 99°00′36″V / 19.6803°N 99.01°V